# Noldo kaprusii
Noldo kaprusii är en urinsektsart som beskrevs av Julia Shrubovych och Andrzej Szeptycki 2006. Noldo kaprusii ingår i släktet Noldo och familjen lönntrevfotingar. Inga underarter finns listade i Catalogue of Life.